# Danube Dragons 2008
Questa voce raccoglie le informazioni riguardanti i Danube Dragons nelle competizioni ufficiali della stagione 2008.

## Austrian Football League 2008

### Stagione regolare
| Innsbruck 29 marzo 2008, ore 15:00 1ª giornata | Tirol Raiders                                            | 34 – 12 (0-6 21-0 13-0 0-6) referto | Danube Dragons | Tivoli-Neu Stadion (1800 spett.)\| Arbitri: \| O. Wahl D. Muellner H.C. Albrecht R. Obdrzalek Leue Lair \| |
| Arbitri:                                       | O. Wahl D. Muellner H.C. Albrecht R. Obdrzalek Leue Lair |                                     |                | |

| Hohenems 5 aprile 2008, ore 17:00 2ª giornata | Cineplexx Blue Devils | 33 – 35 (7-0 6-14 12-15 8-6) referto | Danube Dragons | Stadion Herrenried (750 spett.) |

| Korneuburg 12 aprile 2008, ore 17:00 3ª giornata | Danube Dragons                                         | 35 – 28 (6-7 14-7 0-7 15-7) referto | Vienna Vikings | Rattenfängerstadion (1200 spett.)\| Arbitri: \| K. Bremser F. Koller A. Fritz Hofbauer Leue H. Dungler \| |
| Arbitri:                                         | K. Bremser F. Koller A. Fritz Hofbauer Leue H. Dungler |                                     |                | |

| Korneuburg 4 maggio 2008, ore 18:00 5ª giornata | Danube Dragons                                        | 41 – 34 (0-0 19-17 7-7 15-10) referto | Graz Giants | Rattenfängerstadion (1100 spett.)\| Arbitri: \| Edelmüller D. Muellner A. Fritz Leue K. Bremser Tadic \| |
| Arbitri:                                        | Edelmüller D. Muellner A. Fritz Leue K. Bremser Tadic |                                       |             | |

| Korneuburg 17 maggio 2008, ore 18:10 6ª giornata | Danube Dragons                                           | 44 – 58 (6-2 0-21 12-28 26-7) referto | Tirol Raiders | Rattenfängerstadion (1150 spett.)\| Arbitri: \| C. Steiner R. Berger Hofbauer H. Zwicker Savicevic Tadic \| |
| Arbitri:                                         | C. Steiner R. Berger Hofbauer H. Zwicker Savicevic Tadic |                                       |               | |

| Villaco 24 maggio 2008, ore 17:00 7ª giornata | Black Lions                                       | 34 – 46 (7-7 7-10 7-14 13-15) referto | Danube Dragons | Sportplatz Admira Villach (300 spett.)\| Arbitri: \| H.C. Albrecht Hölbling Lair H. Zwicker G. Ladinig \| |
| Arbitri:                                      | H.C. Albrecht Hölbling Lair H. Zwicker G. Ladinig |                                       |                | |

#### Playoff
| Korneuburg 14 giugno 2008, ore 18:00 Semifinale | Danube Dragons                                                 | 20 – 44 (7-10 7-14 0-20 6-0) referto | Graz Giants | Rattenfängerstadion (1000 spett.)\| Arbitri: \| Hofbauer C. Mueller Edelmüller Leue R. Berger M. Koenig Ulicny \| |
| Arbitri:                                        | Hofbauer C. Mueller Edelmüller Leue R. Berger M. Koenig Ulicny |                                      |             | |

## Statistiche di squadra
| Competizione      | %Vittorie | In casa | In casa | In casa | In casa | In casa | In casa | In trasferta | In trasferta | In trasferta | In trasferta | In trasferta | In trasferta | Totale | Totale | Totale | Totale | Totale | Totale |
| Competizione      | %Vittorie | G       | V       | N       | P       | Pf      | Ps      | G            | V            | N            | P            | Pf           | Ps           | G      | V      | N      | P      | Pf     | Ps     |
| ----------------- | --------- | ------- | ------- | ------- | ------- | ------- | ------- | ------------ | ------------ | ------------ | ------------ | ------------ | ------------ | ------ | ------ | ------ | ------ | ------ | ------ |
| Stagione regolare | .667      | 3       | 2       | 0       | 1       | 120     | 120     | 3            | 2            | 0            | 1            | 93           | 101          | 6      | 4      | 0      | 2      | 213    | 221    |
| Playoff           | .000      | 1       | 0       | 0       | 1       | 20      | 44      | 0            | 0            | 0            | 0            | 0            | 0            | 1      | 0      | 0      | 1      | 20     | 44     |
| Totale            | .571      | 4       | 2       | 0       | 2       | 140     | 164     | 3            | 2            | 0            | 1            | 93           | 101          | 7      | 4      | 0      | 3      | 233    | 265    |